# 365 Corduba
365 Corduba (mednarodno ime je 365 Corduba) je velik asteroid tipa X (po Tholenu) oziroma C (po SMASS) v asteroidnem pasu. 

## Odkritje
Asteroid je odkril francoski astronom Auguste Charlois ( 1864 – 1910) 21. marca 1893 v Nici. Poimenovan je po latinskem imenu za Kordobo v Španiji.

## Lastnosti
Asteroid Corduba obkroži Sonce v 4,7 letih. Njegova tirnica ima izsrednost 0,155, nagnjena pa je za 12,804° proti ekliptiki. Njegov premer je okoli 106 km. Okoli svoje osi se zavrti v 6,4 urah .